# أكيدر بن عبد الملك
أكيدر بن عبد الملك بن عبد الجن ابن أعنى بن الحارث بن معاوية بن حلاوة بن أُمامة بن شُكامة بن شبيب بن السَّكون بن أشرس بن كندة بن عفير بن عَديّ بن الحارث الكندي ملك دومة الجندل أحد نصارى العرب الذين صالحهم النبي محمد على الجزية  وكان ملكًا نصرانيًّا ساعد الرومان في حربهم ضد المسلمين. وأخوه بشر بن عبد الملك يذكرون انه ذهب إلى الحيرة، وتعلم بها الخط، ثم رجع إلى مكة فتزوج الضهياء بنت حرب أخت أبي سفيان 

## مصالحته
أرسل الرسول محمد صلى الله عليه وسلم خالد بن الوليد على 450 فارس لقتال الأكيدر بعد معركة تبوك لمساندة الأكيدر حلفاء الروم من العرب في معركتهم تلك. وصالح نصارى العرب مثل يوحنا بن رؤبة صاحب أيلة ولم يبقَ إلا الأكيدر الكندي. وأبلغه رسول الله أنه سيلاقي أكيدر خارج حصنه وكان الأكيدر يهوى اصطياد الوحوش فلقيه خالد يصطاد البقر الوحشي مع أخيه حسان ونفر من العرب فقتل خالد حسانًا وأسر الأكيدر وكان عليه قباء من ديباج منسوج بالذّهب فبعثها إلى رسول الله في المدينة وصالحه على الجزية شرط ألا يقاتل المسلمين . وروي كذلك أنه سمع بتوجه سرية خالد نحوه فاستقبهم لمقابلة رسول الله وطلب منه الأمان وأهداه قبة ديباج من ذهب فوهبها رسول الله إلى عمر بن الخطاب وقال رسول لله للأكيدر:«ارْجِعْ بِقَبَائِكَ، فَإِنَّهُ لَيْسَ أَحَدٌ يَلْبَسُ هَذَا في الدُّنْيَا إِلَا حُرِمَهُ في الآخِرَةِ» وأستنكر رسول الله تعجب الصحابة من ديباج الأكيدر وقال:«لمناديل سعد بن معاذ في الجنة أحسن من هذا»  وكتب إليه كتابًا بالأمان ولم يكن معه خاتم فختمه بظفره وجاء في الكتاب:«بسم الله الرحمن الرحيم هذا كتاب من محمد رسول الله لأكيدر حين أجاب إلى الإسلام وخلع الأنداد والأصنام مع خالد بن الوليد سيف الله في دومة الجندل وأكنافها إن له الضاحية من الضحل والبور والمعامي وأغفال الأرض والحلقة والسلاح والحافر والحصن ولكم الضامنة من النخل والمعين من المعمور وبعد الخمس لا تعدل سارحتكم ولا تعد فاردتكم ولا يحظر عليكم النبات ولا يؤخذ منكم إلا عشر الثبات تقيمون الصلاة لوقتها وتؤتون الزكاة بحقها وعليكم بذلك العهد والميثاق ولكم بذلك الصدق والوفاء شهد الله ومن حضر من المسلمين»  وهذا الكتاب هو ماجعل بعض الرواة يقول بإسلامه  واعترض ابن الأثير 

## وفاته
بعد وفاة النبي محمد توقف الأكيدر وجودي بن ربيعة الغساني عن دفع الجزية وقاتل الأكيدر عياض بن غنم وعزم نصارى العرب على قتال المسلمين فلما علم بقدوم المدد للمسلمين رأى الصلح وقال:«انا اعلم الناس بخالد لاحد أيمن طائرًا منه ولا أحد في حرب ولا يرى وجه خالد قومًا ابدًا قلوا أو كثروا الا انهزموا عنه فأطيعوني وصالحوا القوم». فأبوا عليه وإتجه الأكيدر نحو العراق  فبلغ خالد ذلك وأرسل في طلبه وضرب عنقه.